# Kollino
Kollino är en ort i Estland. Den ligger i Antsla kommun och landskapet Võrumaa, i den södra delen av landet, 210 km sydost om huvudstaden Tallinn. Kollino ligger 91 meter över havet och antalet invånare är 301.
Terrängen runt Kollino är platt. Runt Kollino är det glesbefolkat, med 15 invånare per kvadratkilometer. Närmaste större samhälle är Antsla, 1,5 km nordväst om Kollino. I omgivningarna runt Kollino växer i huvudsak blandskog.